# Clubiona scenica
Clubiona scenica är en spindelart som beskrevs av Hercule Nicolet 1849. Clubiona scenica ingår i släktet Clubiona och familjen säckspindlar. Inga underarter finns listade i Catalogue of Life.